# زبابا
زبابا أو زابابا وهو الإله الحارس لمدينة كيش في بلاد ما بين النهرين القديمة.

## الرمز
كان رمز زبابا هو النسر، وقد تم تصويره على شكل رمز يعلوه نسر.

## العبادة
كان المعبد الرئيسي لزبابا هو إدوبا ويقع في جزيرة كيش. وهناك مصادر أشارت على كونه الإله الحارس لتلك المدينة من خلال النصوص التي تم العثور عليها في مدينة إيبلا. وق أشارت النصوص إن مكان عبادته عبارة عن سيلا (غرفة في معبد) مخصصة له بدلاً من معبد. ويذكر نص أخر من عهد أرتحششتا الأول وجود معبد مخصص لمهرجان أكيتو مرتبط بزبابا في كيش أيضاً. كان زبابا أيضًا من بين الآلهة التي قيل أنها «وصلت» إلى بابل خلال أكيتو بالمدينة. خارج كيشتوجد معابد لزبابا في مدينة أور (بناها واراد سين ملك لارسا)، وهناك معبد في تابيرا (وهي بلدة بالقرب من بابل)، وله معبد آخر في مدينة آشور.
عدد من النصوص التي تمجد سيرة الملك حمورابي يُذكر فيها الإله زبابا. حيث تذكر إحدى الترنيمات بإنه أحد الآلهة المسؤولة عن انتصاراته، حيث يأتي بعد آنو وإنليل وشمش وأدد ومردوخ، وقبل إنانا. في ترنيمة أخرى، يشار إلى زبابا على أنه مساعد الملك. وفي نص من عهد سمسو إيلونا يذكر الفضل للملك في إعادة بناء أسوار كيش بمساعدة زبابا وعشتار، ويذكر أن هذين الإلهين ساعداه على هزيمة أعدائه. ويلفريد لامبرت يرى أن هذه المصادر مهمة كدليل يثبت «عدم وجود أي إشارة إلى سيادة مردوخ داخل البانثيون» في العصر البابلي القديم. أما فالتر سالابيرجر فيرى أنه على ما يبدو أن حمورابي قد اتخذ زبابا بدلاً من نينورتا باعتباره إله الحرب الأساسي.
تم اكتشاف حجر حدودي (كودورو) يعود لنبوخذ نصر الأول يذكر زبابا في سلسلة من الآلهة، جنباً إلى جنب مع آنو وإنليل ومردوخ ونابو وعشتار ونينورتا وغولا ونيرغال وبابسوكيل وإشارا و «آنو رابو» (لقب عشتاران).
تم تسمية العديد من ملوك بلاد ما بين النهرين على شرف زبابا، مثل أور زبابا (وتعني «رجل زبابا») ثاني ملوك سلالة كيش الرابعة في بلاد سومر، المشهور بسبب دوره في ما يسمى بـ «أسطورة سرجون السومرية» ، وزبابا شوما ايدين (ملك بابل المتوفي سنة 1157 قبل الميلاد). في كيش، ظل زبابا مشهوراً في الأسماء الثيوفورية حتى العهد الأخميني.

## الأساطير والسلالة
كان والد زبابا هو الإله إنليل. أما زوجته إما عشتار أو باو. وفقاً لجوان جودنيك ويستنهولز اعتبرت عشتار كيش زوجة زابابا كمظهراً متميزًاً عن عشتار أوروك (أو إنانا أوروك). بينما تم استبدالها في النهاية بالإلهة باو (التي وصلت عبادتها إلى كيش من لكش في العصر البابلي القديم) كزوجة لزبابا. ويمكن العثور على إشارة مبكرة إلى باو كزوجة زبابا في رثاء تدمير سومر وأور.
أشار الملك الآشوري سنحريب إلى زبابا على أنه ابن آشور.
كان بابسوكيل هو سوكال الإله زبابا، على الرغم من أنه حقق درجة من التفوق في الألفية الأولى قبل الميلاد، وبسبب الخلط مع نينشوبور (وبالتالي إيلابرات). يلاحظ فرانس ويغيرمان أنه سيكون من المممكن أن يكون بابسوكيل ابن زبابا، ولكن أيضاً تشير النصوص المختلفة إليه على أنه ابن آنو أو سين ومن نسل إنميسارا.
تذكر أسطورة «هزيمة إنميسارا» زبابا عندما تم تخصيص المدن للآلهة. حيث كان نطاقه ضمن مدينة كيش.

## علاقته بالآلهة الأخرى
يشترك زبابا ونينورتا في العديد من الصفات، ويمكن العثور على إشارات إلى استخدام زبابا للأسلحة المرتبطة عادة بنينورتا أو محاربة أعدائه الأسطوريين في النصوص القديمة. ومن المعروف أيضًا الإشارة إلى زبابا باسم «نركال كيش». ومع ذلك، هناك أيضًا نصوص (مثل الترانيم والرثاء) حيث يظهر الثلاثة جميعاً على أنهم آلهة متميزة عن بعضها البعض.
حددت قائمة الآلهة في الألفية الأولى قبل الميلاد زبابا بأنه «مردوخ الحرب».

### في الأناضول
وفقًا لجويندولين ليك، استخدم الحثيون اسم زبابا على آلهة حرب مختلفة، مستخدمين أعرافهم في الكتابة الأكادية. الحثيون واللوفيون كان لهم الإلع هاشميلي ولياري وزبانا؛ اما الحوريون كان لهم أشتابي، وحشوي، ونوباتيك. ومع ذلك، وفقًا لجيرنوت فيلهلم لم يكن نوباتيك مساوياً لزبابا، بينما وفقًا لألفونسو أرشي كانت الكتابة المنطقية لاسم أشتابي هي نينورتا. ومع ذلك، فإن زبابا يُقابل كلمة «أشتبينو» التي يُفترض أنها تتوافق مع أشتابي، في قائمة الآلهة البابلية.

## الهوامش
1. 1 2 3  W. Sallaberger, Zababa [in:] Reallexikon der Assyriologie und vorderasiatischen Archäologie vol. 15, 2017, p. 168 نسخة محفوظة 2021-07-27 على موقع واي باك مشين.
2. 1 2  W. Sallaberger, Zababa [in:] Reallexikon der Assyriologie und vorderasiatischen Archäologie vol. 15, 2017, p. 164 نسخة محفوظة 2021-07-27 على موقع واي باك مشين.
3. 1 2  W. Sallaberger, Zababa [in:] Reallexikon der Assyriologie und vorderasiatischen Archäologie vol. 15, 2017, p. 167 نسخة محفوظة 2021-07-27 على موقع واي باك مشين.
4. ↑  G. J. P. McEwan, Late Babylonian Kish, IRAQ 45, 1982, p. 121 نسخة محفوظة 2021-07-27 على موقع واي باك مشين.
5. ↑  W. G. Lambert, Mesopotamian Creation Myths, 2013, p. 282
6. ↑  W. G. Lambert, Mesopotamian Creation Myths, 2013, p. 257-258
7. ↑  W. Sallaberger, Zababa [in:] Reallexikon der Assyriologie und vorderasiatischen Archäologie vol. 15, 2017, p. 165 نسخة محفوظة 2021-07-27 على موقع واي باك مشين.
8. ↑  W. G. Lambert, Mesopotamian Creation Myths, 2013, p. 271-272
9. ↑  N. Rudik, Ur-Zababa [in:] Reallexikon der Assyriologie und vorderasiatischen Archäologie vol. 14, 2014, p. 501-502 نسخة محفوظة 2021-06-06 على موقع واي باك مشين.
10. ↑  W. Sallaberger, Zababa [in:] Reallexikon der Assyriologie und vorderasiatischen Archäologie vol. 15, 2017, p. 166-167 نسخة محفوظة 2021-07-27 على موقع واي باك مشين.
11. ↑  J. M. Asher-Greve, J. G. Westenholz, Goddesses in Context: On Divine Powers, Roles, Relationships and Gender in Mesopotamian Textual and Visual Sources, 2013, p. 78 نسخة محفوظة 2021-08-04 على موقع واي باك مشين.
12. ↑  J. M. Asher-Greve, J. G. Westenholz, Goddesses in Context: On Divine Powers, Roles, Relationships and Gender in Mesopotamian Textual and Visual Sources, 2013, p. 94 نسخة محفوظة 2021-08-04 على موقع واي باك مشين.
13. ↑  F. Wiggermann, Nin-subur [in:] Reallexikon der Assyriologie und vorderasiatischen Archäologie vol. 9, 2001, p. 493 نسخة محفوظة 2021-04-30 على موقع واي باك مشين.
14. ↑  W. G. Lambert, Mesopotamian Creation Myths, 2013, p. 295
15. ↑  B. Pongratz-Leisten, Comments on the Translatability of Divinity: Cultic and Theological Responses to the Presence of the Other in the Ancient near East [in:] C. Bonnet (ed.), Les Représentations des Dieux des Autres, 2010, p. 102 نسخة محفوظة 2021-07-26 على موقع واي باك مشين.
16. ↑  G. Wilhelm, Lupatik, Nupatik [in:] Reallexikon der Assyriologie und vorderasiatischen Archäologie vol. 7, 1987, p. 173 نسخة محفوظة 2021-06-06 على موقع واي باك مشين.
17. ↑  A. Archi, The West Hurrian Pantheon and Its Background [in:] B. J. Collins, P. Michalowski, (eds.) Beyond Hatti. A tribute to Gary Beckman, 2013, p. 10 نسخة محفوظة 2021-05-13 على موقع واي باك مشين.
18. ↑  N. Ayali-Darshan, The Role of Aštabi in the Song of Ullikummi and the Eastern Mediterranean "Failed God" Stories, Journal of Near Eastern Studies 1(73), 2014, p. 98 نسخة محفوظة 2021-07-10 على موقع واي باك مشين.

## وصلات خارجية
- الآلهة والإلهات القديمة في بلاد ما بين النهرين: زبابا (بالأنجليزية)
- آلهة ورموز بلاد الرافدين في الأساطير القديمة (الجزء الرابع) /
- الشرائع العراقية القديمة ومضمونها القانوني